# Pittosporum trigonocarpum
Pittosporum trigonocarpum är en tvåhjärtbladig växtart som beskrevs av H. Lév. Pittosporum trigonocarpum ingår i släktet Pittosporum och familjen Pittosporaceae. Inga underarter finns listade.